# Josep Pausas i Coll

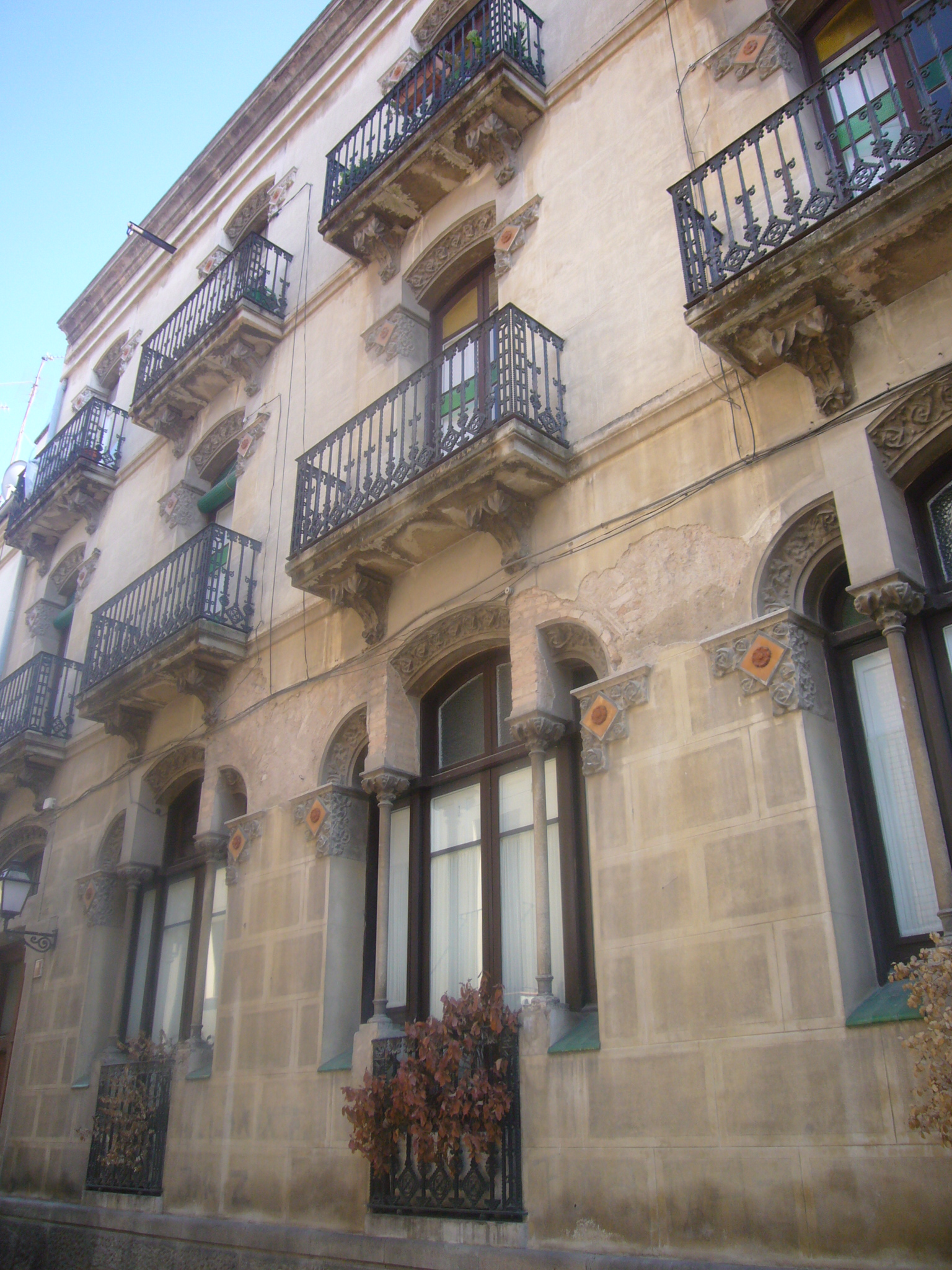
Casa Ramon Vives (Cal Monets), situada al carrer Sant Roc, 10-14, d'Igualada (1913)

Josep Pausas i Coll (Barcelona, 4 d'octubre de 1872 - 13 d'agost de 1928) va ser un arquitecte modernista català. L'any 1906 fou nomenat arquitecte municipal d'Igualada, ciutat on va projectar un gran nombre d'habitatges, adoberies, fàbriques tèxtils i escoles. També fou autor del pla d'eixample d'Argentona. El seu germà Francesc Pausas i Coll (1877-1944) fou un pintor especialitzat en retrats.

## Biografia
Va néixer al carrer de la Freneria de Barcelona el 4 d'octubre de 1872, fill de Jaume Pausas i Martí, de Sant Climent, i d'Eleonor Coll i Margues, de Barcelona.
Va morir al seu domicili del carrer Balmes de Barcelona, sent enterrat al Cementiri Vell.

## Obra arquitectònica

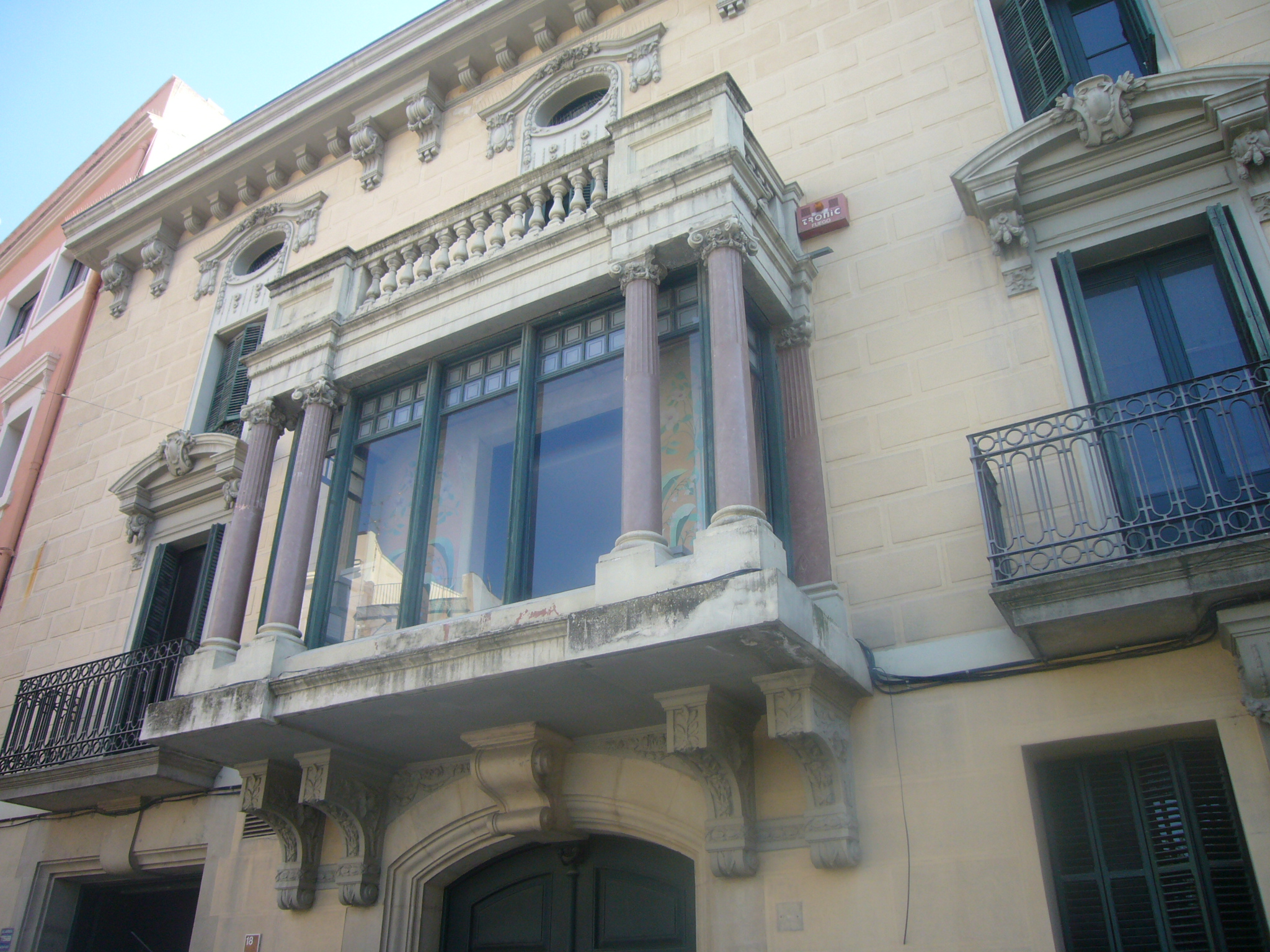
Casa Valls i Valls (Cal Maco), a la plaça de la Creu, d'Igualada (1914)

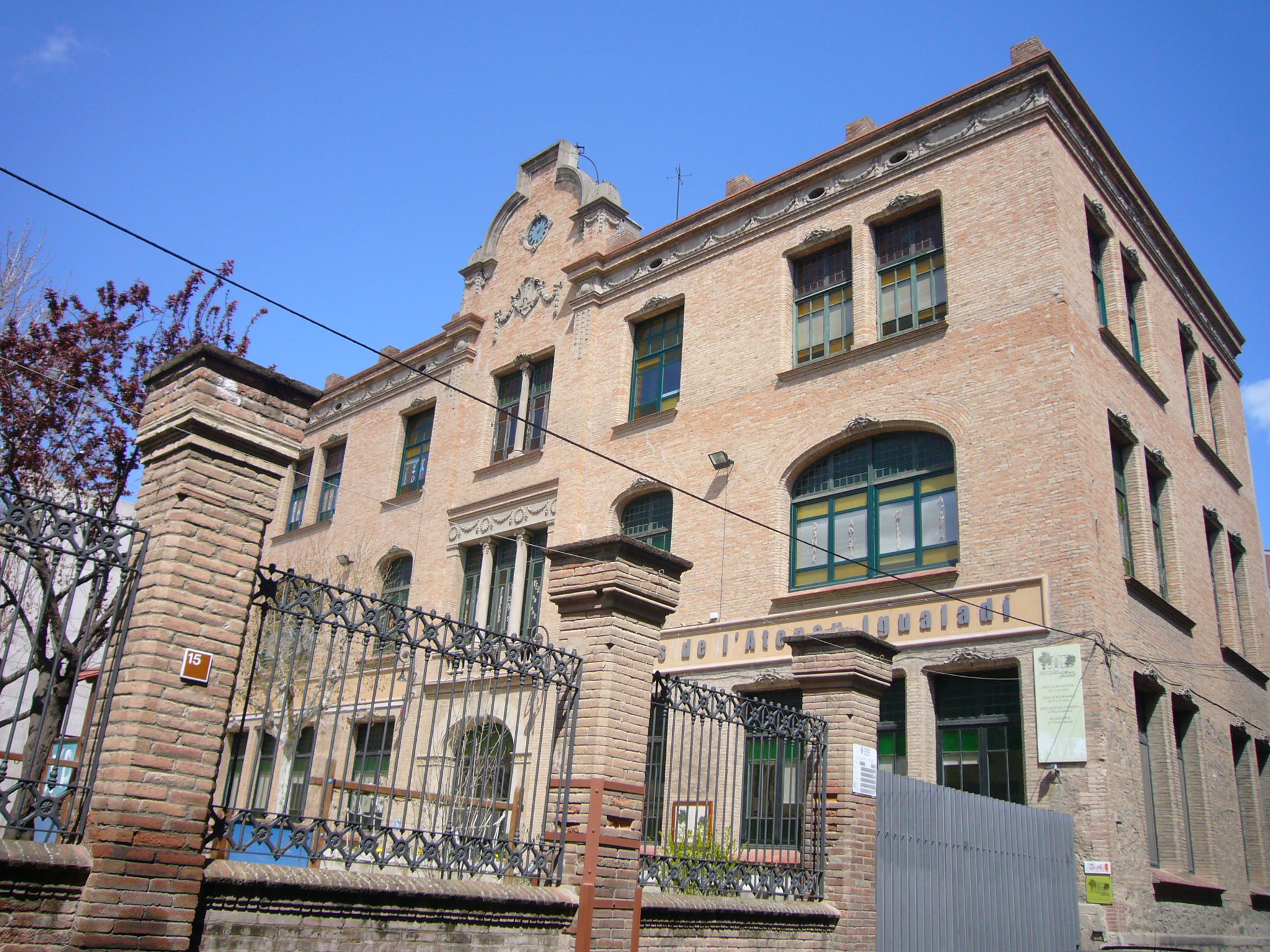
Escoles de l'Ateneu Igualadí (1919)

El novembre de 1906, poc després de ser nomenat arquitecte municipal d'Igualada, Josep Pausas va signar els plànols de la xarxa general de clavegueres de la ciutat però per diverses raons el projecte restà paralitzat durant uns 10 anys.
Autor de Cal Menuts, a Calella. La petició de llicència de permís d'obra presentada per Joan Bassols i Rosset data del març del 1908.
L'any 1912 fou autor de la Casa Joan Godó situada a la rambla General Vives, 4, d'Igualada. És un edifici entre mitgeres a cavall del modernisme català i el noucentisme. A la façana hi ha una tribuna central, que fa de balcó del pis de dalt, amb barana de balustres, i un capcer amb un medalló central on hi consta l'any de construcció.
L'any 1913 fou autor de la Casa Ramon Vives, també anomenada Cal Monets, edifici modernista situat al carrer Sant Roc, 10-14, d'Igualada, promogut per l'adober Ramon Vives Maixenchs. Té una gran façana amb originals obertures. Les de la planta baixa són finestres balconeres amb llinda de tres lòbuls, partides en 3 trams per fines columnes. Té ornamentació amb relleus florals i aplics ceràmics.
L'any 1914 va reformar la Casa Valls i Valls, coneguda com a Cal Maco, situada a la plaça de la Creu, 18. En la façana va incloure elements clàssics i elements del barroc setcentista. Al primer pis hi ha una tribuna. Va ser rehabilitada el 1984 per acollir l'Arxiu Comarcal de l'Anoia.
L'any 1915 fou autor de la fàbrica tèxtil de Cal Font, que fou la darrera fàbrica cotonera edificada a Igualada. La nau d'estil Vinzenci va ser rehabilitada l'any 1999 i actualment acull la Biblioteca Central d'Igualada. S'ha conservat també la xemeneia, que és de l'any 1920. Els terrenys de la fàbrica s'urbanitzaren com una gran plaça pública i es convertiren en l'actual plaça de Cal Font.
El 28 de setembre de 1916 registrà el projecte de la Casa Borràs, també coneguda com a Cal Borraset, edifici modernista situat a la cruïlla de l'avinguda Verdaguer i el carrer de Santa Caterina, promogut per l'empresa Valls i Borràs. Edificada l'any 1917, és una obra historicista que consta de dos cossos, un només a nivell de planta baixa, amb perfil esglaonat de les finestres, dels trencaaigües i del coronament.
L'any 1917 projectà la Casa Pomar, o Can Xuriguera, situada a l'avinguda Colomer de Gelida i edificada pel mestre d'obres Delfí Mas i Valls.
Fou autor de l'adoberia modernista de Josep Pelfort i Mussons, construïda l'any 1917 al carrer de Sant Antoni de Baix, 5, d'Igualada. És un edifici de planta baixa i tres pisos. La façana té obertures dobles, disposades de forma rítmica, emmarcades amb maó vist.
L'any 1919 fou autor de les escoles de l'Ateneu Igualadí de la Classe Obrera, ubicades al carrer Sant Pau, 9, d'estètica noucentista amb tendència a l'equilibri la simetria, amb una garlanda decorativa a la part alta. El mateix any fou autor del cementiri lliure situat al Cementiri Vell d'Igualada. El mateix any 1919 fou autor de Cal Maurici, edifici en cantonada situat a la cruïlla del passeig Verdaguer i el carrer Sant Magí. Va projectar-hi una torre cilíndrica al xamfrà, amb coberta cònica i ample voladís, amb una filera de finestres a la part alta, de llinda amb esglaons. Uns esgrafiats florals emmarquen les obertures de cada pis. També el 1919 fou autor dels edificis industrials situats al carrer Creueta d'Igualada, promoguts pels adobers Francesc Colom Guix (núm. 17-21) i Ramon Alabedra Miquel (núm. 25), i de l'edifici entre mitgeres situat al carrer Concepció, 4, promogut per l'adober Ramon Solà Ribera.
Fou autor dels garatges de l'empresa de transport Hispano Igualadina, edificats el 1921, actualment convertits en local comercial. Aquest edifici modernista té una majòlica amb el nom de l'empresa, usant la ceràmica en edificis de tipus industrial, fet fins aleshores molt poc habitual.
Els anys 1921 i 1922 va ser autor de les escoles de Santa Margarida de Montbui, situades al carrer Anselm Clavé, 5, del nucli antic del poble, que han estat rehabilitades posteriorment per acollir serveis municipals. L'11 de novembre de 1923 l'Ajuntament d'Òdena va realitzar un préstec per portar l'aigua corrent a la localitat, des del lloc conegut com "els Horts" a peu de la riera d'Òdena, i encarregà el projecte a Josep Pausas.
Una de les seves darreres obres fou la Casa Ramon Enrich i Tudó situada a la rambla Sant Ferran, 33, d'Igualada, edifici entre mitgeres construït els anys 1927-1928. És d'un estil que barreja elements clàssics amb el decorativisme modernista, tot i que fora d'època. Hi destaquen els capitells de les pilastres, els relleus florals, l'especial forjat de les baranes, el trencadís al coronament i la tribuna.

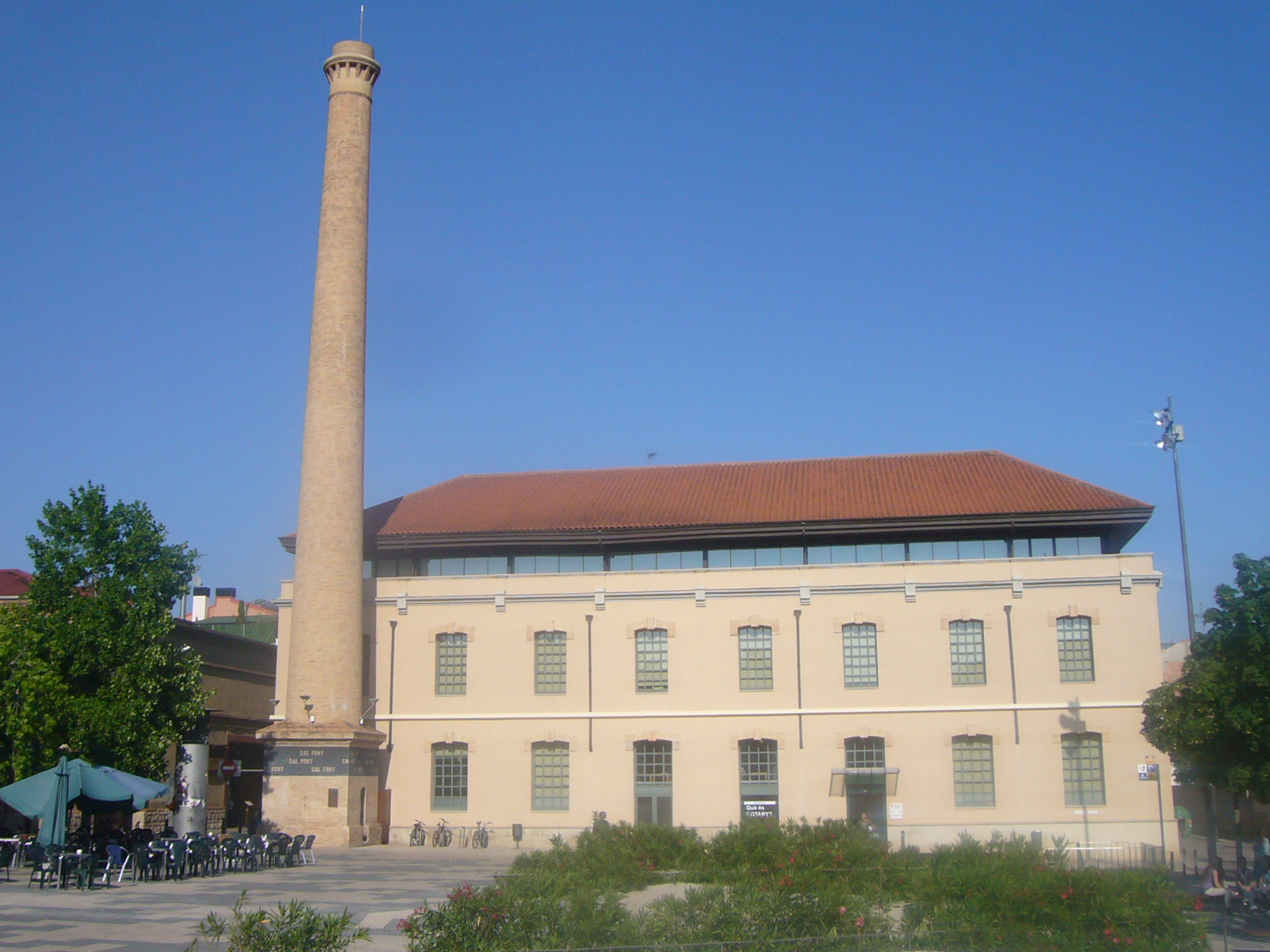
Fàbrica de Cal Font d'Igualada (1915), actualment Biblioteca Central
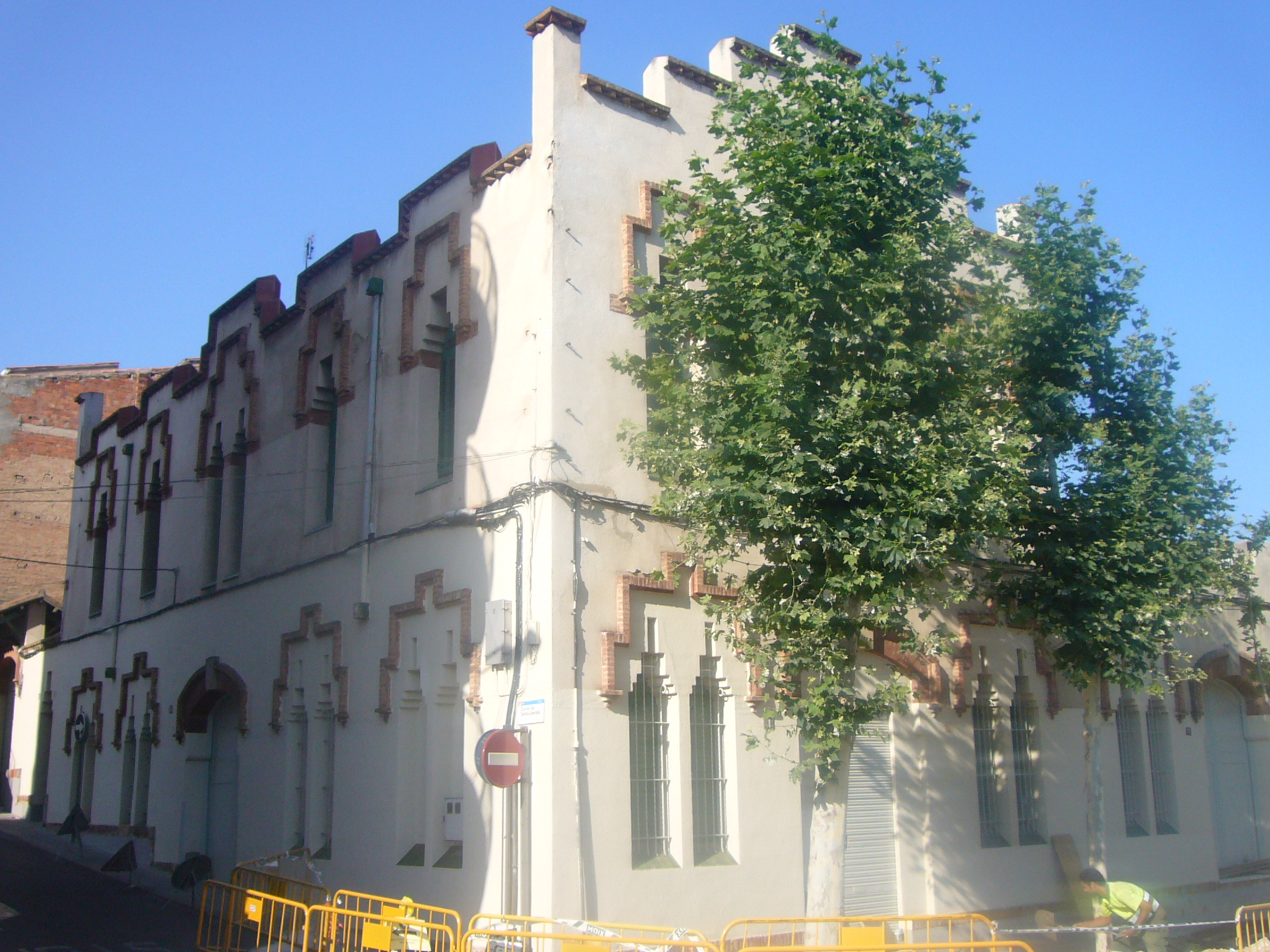
Casa Borràs, o Cal Borraset, a Igualada (1916-17)
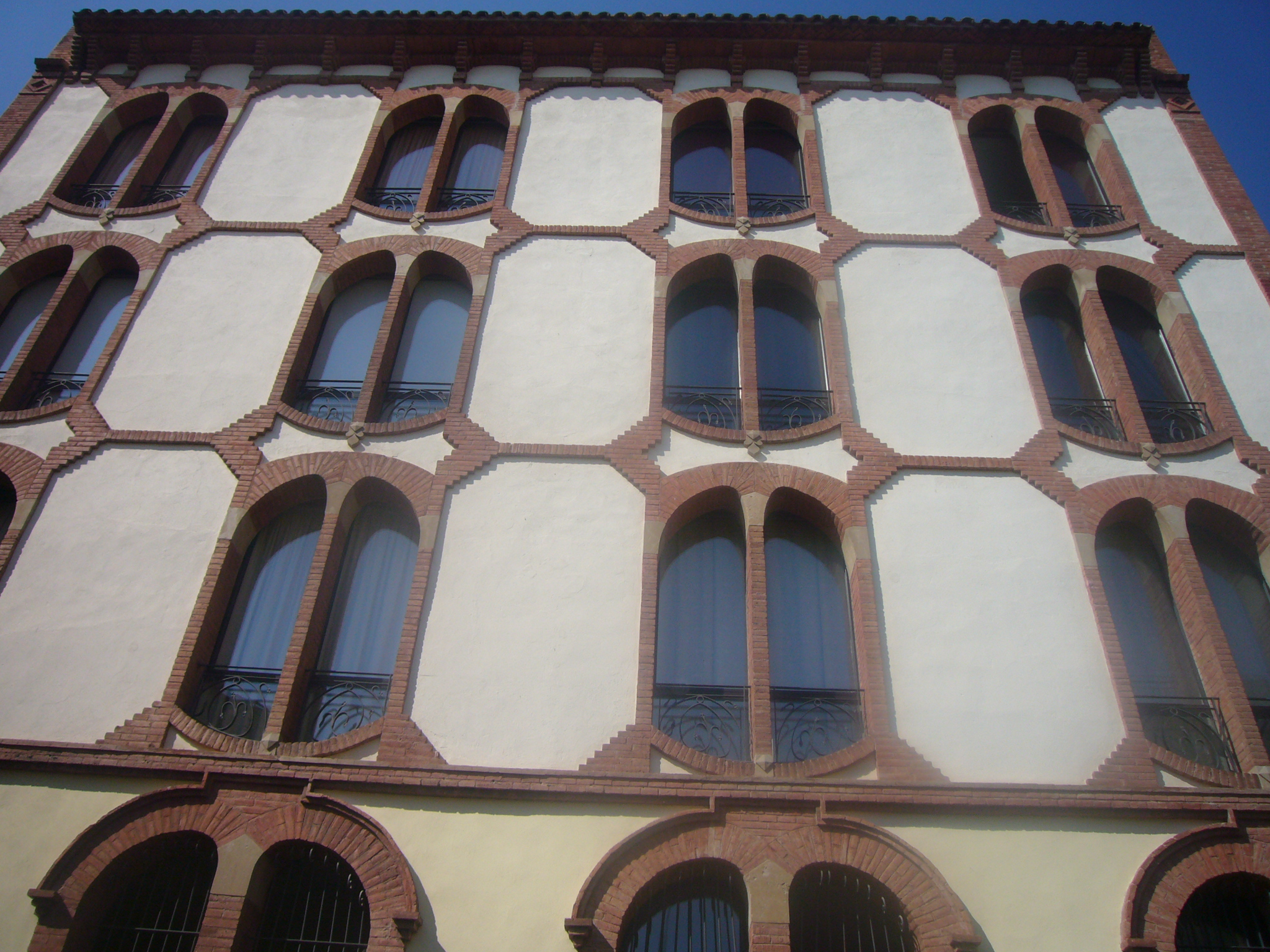
Adoberia Josep Pelfort, al carrer de Sant Antoni de Baix, 5, d'Igualada (1917)
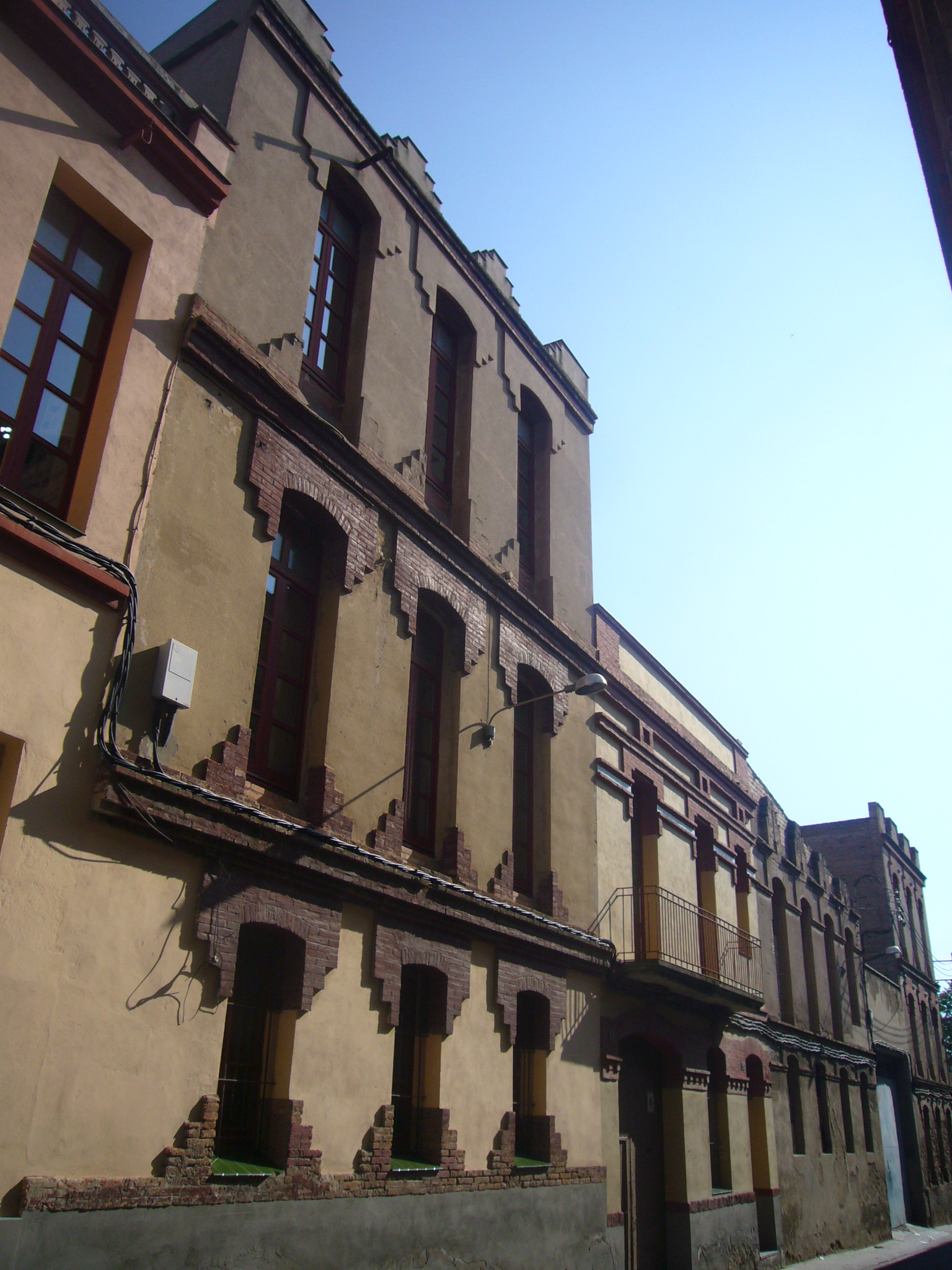
Edificis al carrer Creueta 17-25, promoguts pels adobers Francesc Colom Guix i Ramon Alabedra Miquel (1919)
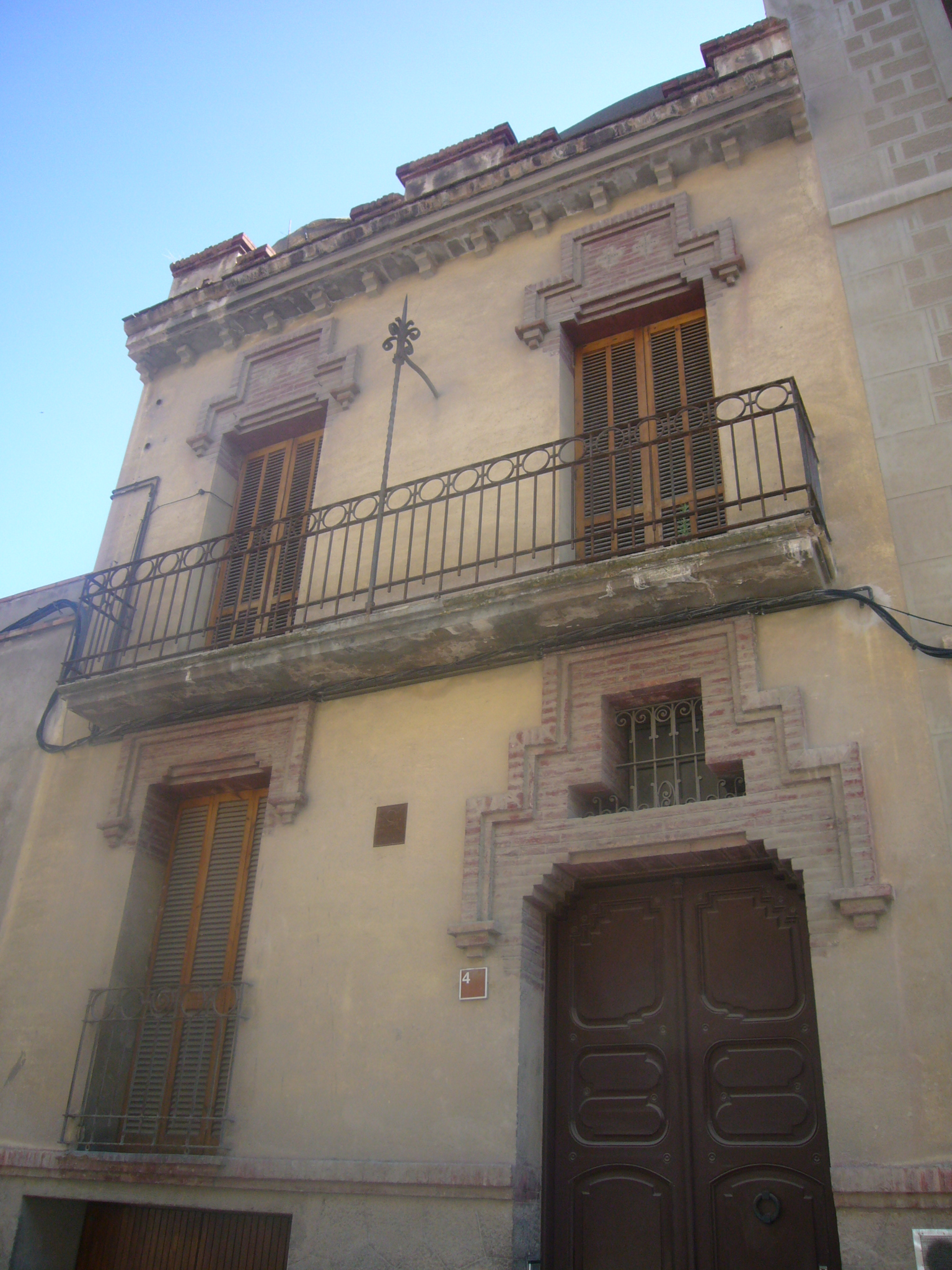
Casa Sala, al carrer Concepció, 4, d'Igualada (1919)
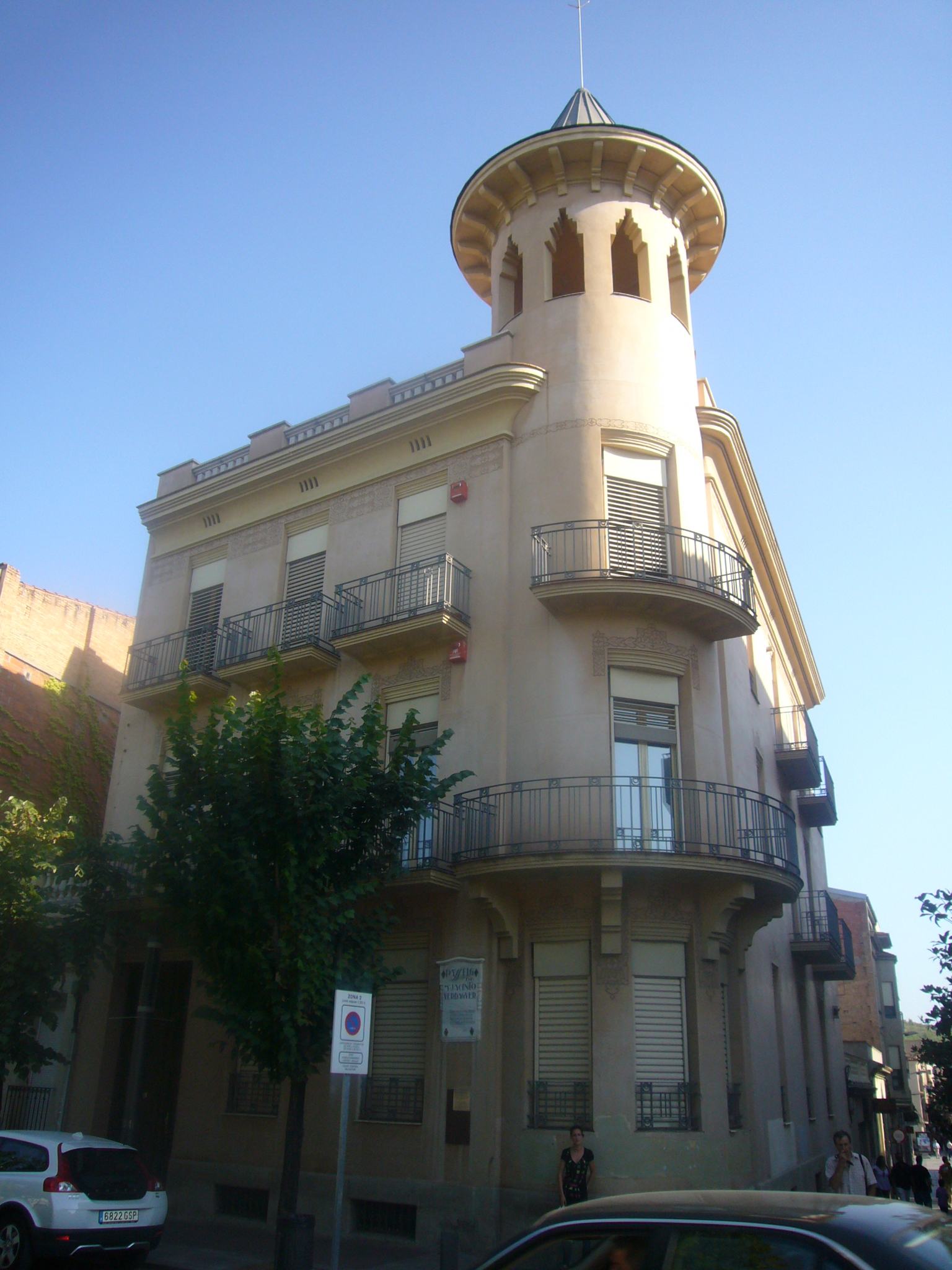
Cal Maurici, a Igualada (1919)
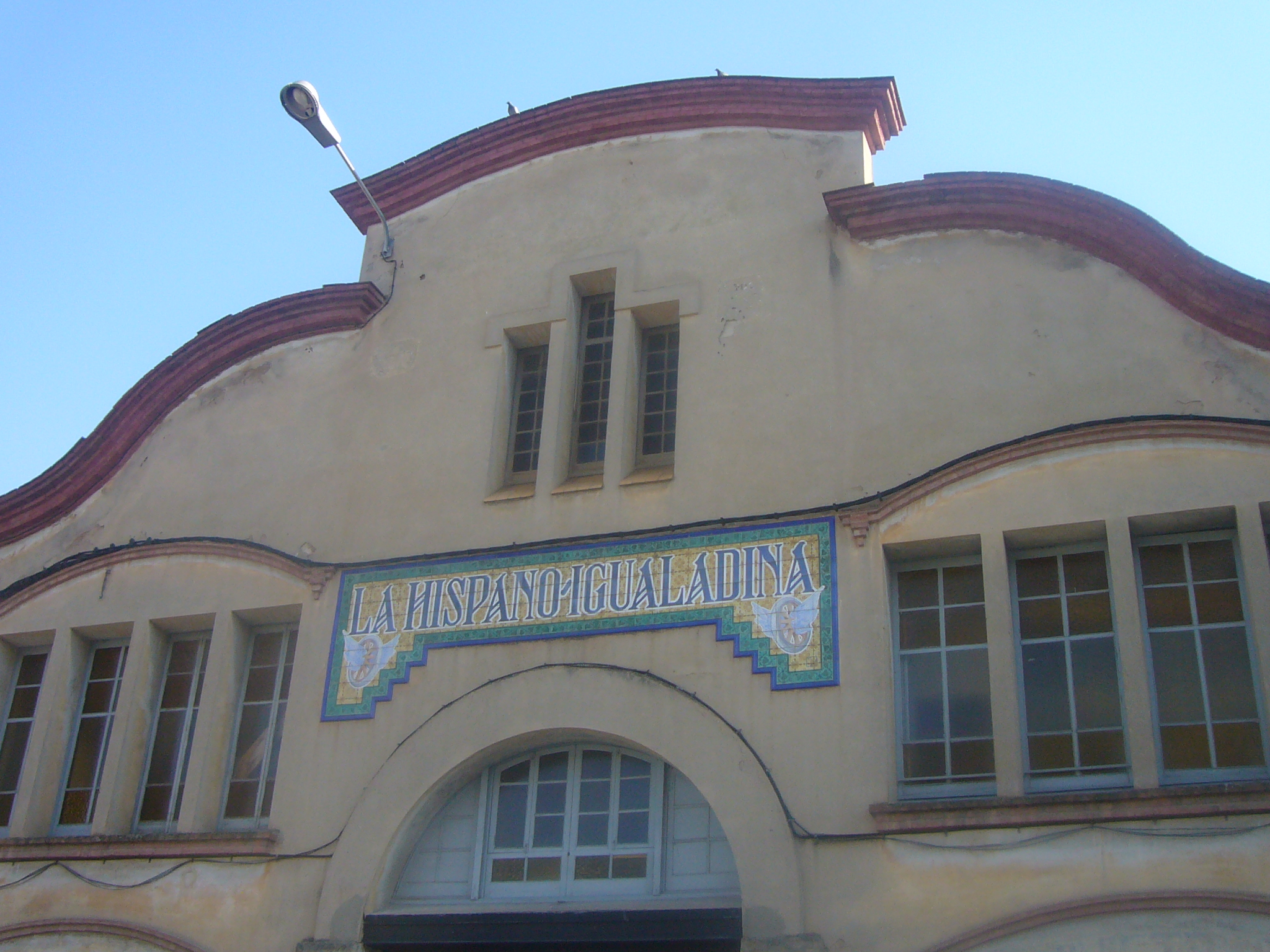
Garatges Hispano Igualadina (1921)
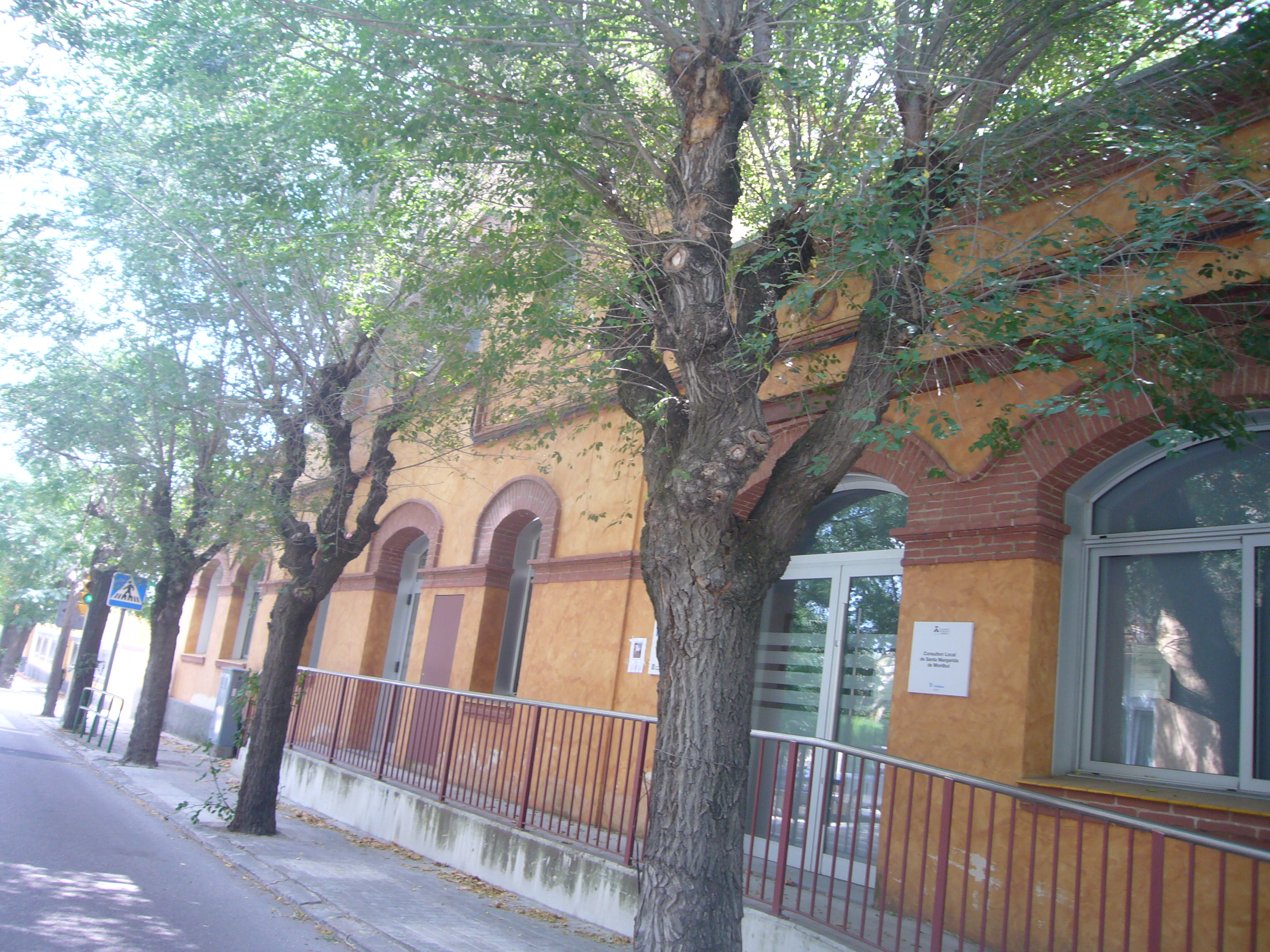
Antigues escoles, a Santa Margarida de Montbui (1921-22)
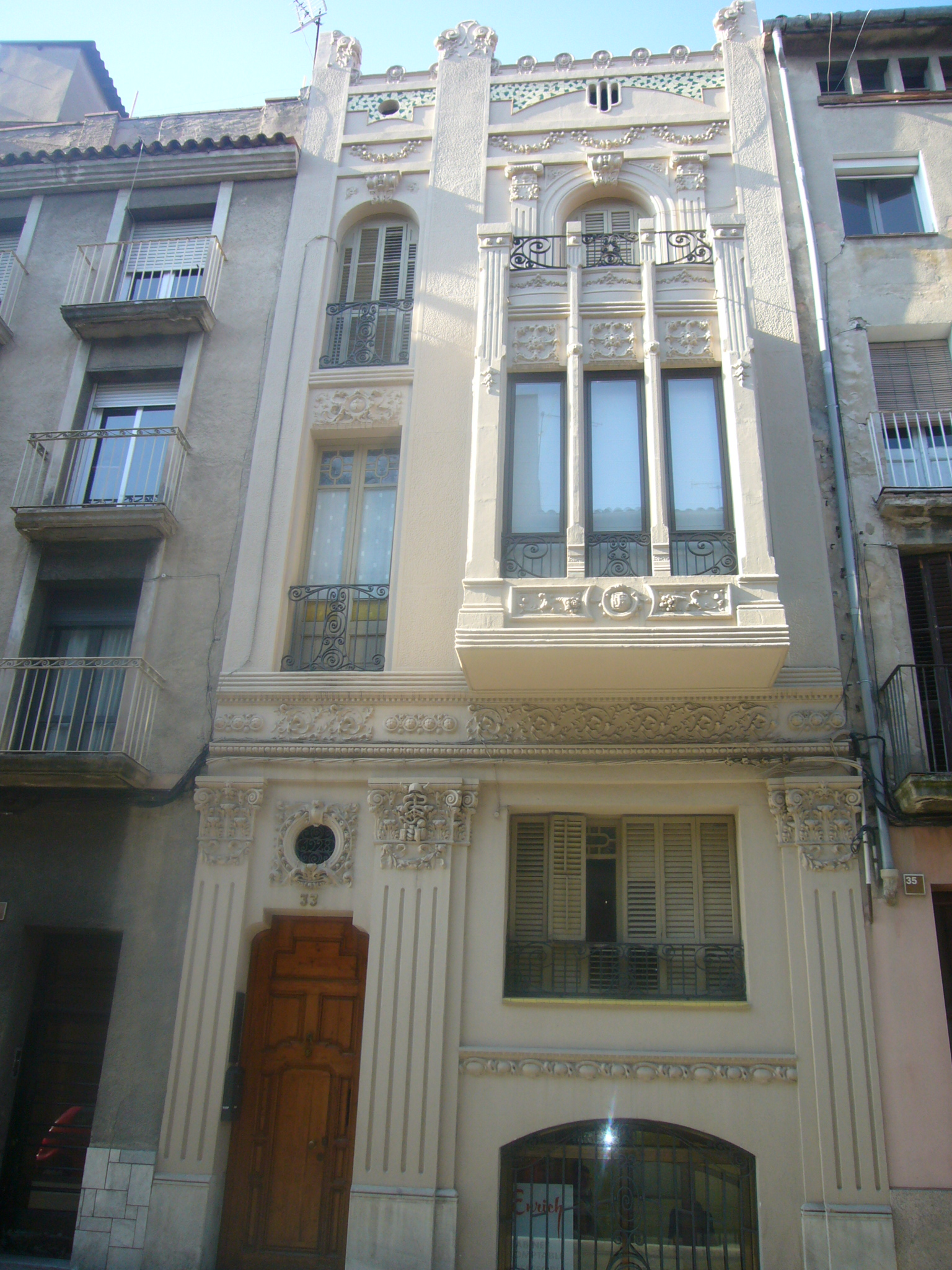
Casa Ramon Enrich i Tudó, rambla Sant Ferran, 33, d'Igualada, (1927)